# شهرک ایگدر
شهرک ایگدر، روستایی از توابع بخش حسن‌آباد شهرستان اقلید در استان فارس ایران است.

## جمعیت
این روستا در دهستان بکان قرار دارد و از چند بیله تشکیل شده و مهم‌ترین و پر جمعیت‌ترین ان میرزا خانلو هستندو براساس سرشماری مرکز آمار ایران در سال ۱۳۸۵، جمعیت آن ۵۰۵ نفر (۱۱۳خانوار) بوده‌است.